# 알렌 카
알렌 카(영어: Allen Carr, 1934년 9월 2일 ~ 2006년 11월 29일)는 영국의 금연 활동가이다. 대표적인 저서로는 《스탑스모킹》(The Easy Way to Stop Smoking)이 있다. 2015년 현재 대한민국 서울 지역을 비롯하여 50개국 150개의 금연클리닉이 있다.

## 생애
알렌 카(Allen Carr)는 1934년 런던에서 태어났다. 1952년 군대에 복무하며 흡연을 시작했고 1958년부터는 공인회계사로 일을 시작했는데
이때부터 엄청난 골초가 되었다. 아무리 적게 피워도 하루 3갑 이상, 평균적으로는 하루 5갑(100개비)을 피웠다. 길게 성공해야 6개월이었던 그는 온갖 금연법을 다 시도 했으나 실패했었다.
고통스러운 금연 끝에 흡연에 관한 관점이 변한 그는 마지막 담배를 피우고 마침내 금연에 성공했고 자신과 같이 흡연 때문에 고통받는 사람들을 위해 1983년 영국 윔블던에 금연클리닉을 설립했다.
초기에 소위 '금연 전문가'란 사람들이 모두 비웃었던 그의 금연법은 오늘날 50개국 150개의 클리닉 개설이라는 비약적인 성장을 이루게 되었다.

### Easyway
알렌카는 흡연으로 고통받는 사람들을 위해 1983 영국 윔블던에 금연 클리닉을 설립했고 성공적인 클리닉의 성장에 힘입어 자신의 세미나 내용을 정리하여 "The Easy Way to Stop Smoking"이라는 책을 출판했다. 1985 초판이 인쇄된 이후, 38개의 언어로 번역되어 세계 각국에 출판되었고 2014년까지 약 1,400만 부의 판매량을 기록했다. 이 기록은 단일 금연 서적으로 세계 최고의 출판량이다. 또한 금연 관련 모둔 서적의 출판량보다도 높은 수치였다. 책을 읽는 것만으로도 금연에 성공하는 사람들이 있으며 수많은 사람들의 증언이 있다. 이중에는 유명 그룹의 회장 할리우드의 배우, 가수 등 유명인사들도 다수 포함되어 있다. (리처드 브랜슨, 앤서니 홉킨스, 애슈턴 커처, 제이슨 므라즈, 엘런 디제너러스)

## 금연방법
흡연자들은 일반적으로 금연은 평생 참는 것으로 간주하고 어렵고 힘들다고 생각한다 알렌카의 금연법은 흡연자들의 편견을 깨는 방법이다. 흡연을 의지력으로 참는 것이나 대체재나 보조제를 사용하는 것이 아니라 담배를 끊기 어렵게 만드는 흡연자의 생각을 바로잡아주는데 집중하여 담배에 대한 흡연자들의 생각과 느낌을 근본적으로 바꿔주어 흡연욕구를 제거한다. 인지치료의 방식으로 흡연자에게 금연에 왜 어려웠는지 올바른 금연법은 어떤 것인지를 알려줌으로 금연에 쉽게 다가갈 수 있도록 돕는 방법이다. 심리치료를 주로 사용하고 약간의 명상 치료를 함께 이용하고 있다.

## 금연클리닉
1983년 이후 현재까지 전 세계 50개국에 150개의 클리닉이 운영되고 있고 알렌카의 방법으로 금연에 성공한 테라피스트들에 의해 운영되고 있다. 책과 DVD, 어플 등 여러 방법을 이용하고 있지만 기본적인 틀은 세미나로 2015년까지 약 3천만명의 흡연자들이 알렌카의 금연 클리닉을 통해 금연에 성공하였다. 의지력으로 금연에 성공하는 경우는 3% 보조제나 기타 방법을 통해 금연에 성공하는 경우는 20%를 채 넘지 못하는데 반해 알렌카의 방법을 통해 금연에 성공하는 경우는 1년을 기준으로 70%를 선회한다고 한다. 다른 금연법과 달리 금연에 실패할 경우에 대한 환불제도도 실시하고 있다. 환불보증제도에 근거한 성공률은 90%이며, 해당 제도는 국제 표준으로 운영된다. 한국에는 2014년에 서울 클리닉이 개설되었다

## 저서
- The Easy Way to Stop Smoking
- The Easy Way to Stop Drinking
- The Only Way to Stop Smoking Permanently
- Allen Carr's Easy Way for Women to Stop Smoking
- Allen Carr's Easy Way to Control Alcohol
- Allen Carr's Easyweigh to Lose Weight
- The Easy Way to Enjoy Flying
- The Easy Way to Stop Worrying
- Allen Carr's Easy Way to Be Successful
- The Little Book of Quitting
- The Illustrated Easy Way to Stop Smoking
- Scandal
- Burning Ambition
- Allen Carr's How to be a Happy Non-smoker